# Пружанський палацик
Пружа́нський пала́цик (біл. Устано́ва культу́ры «Музэ́й-сядзі́ба „Пружа́нскі пала́цык“») — музей у місті Пружани, Берестейська область, Білорусь, створений у 1993 році. Розташований у будівлі міського садибного дому XIX століття за адресою: вул. Радянська, 50. Садиба — пам'ятник садибно-паркової архітектури неоренесансу, єдина відновлена такого типу в Білорусі.

## Колишнє

### Стара садиба
На початку XIX століття садиба, яка після останнього поділу Польщі перейшла у власність Румянцевих, становила досить великий господарський комплекс. До складу садиби входили панський будинок і 5 дворових будівель (швидше за все дерев'яні). З північної та західної сторони примикав зелений масив.
Після переходу у власність Швиковських садиба знайшла вид, який абсолютно відрізняється від планів початку століття вид. Був побудований новий двоповерховий житловий будинок з соснового бруса. Він був звернений торцем до дороги, що веде в місто. Кількість інших садибних будівель досягла 10. Загальна площа маєтку становила 4 тисячі десятин.

### Розбудова
На малюнку Наполеона Орди
Отримавши після смерті батька в 1843 маєток у власність, ватажок Валенти Швиковскій зайнявся подальшою реконструкцією комплексу. Він побудував у своєму маєтку два заводи: пивоварню і цегельний завод, яка, ймовірно, виробляло цеглу для перебудови особняка. При ньому садиба знайшла той вид, який вона має зараз. Автором проєкту вважається архітектор італійського походження Франтішек Лянча, хоча прямих доказів його авторства немає. Однак при створенні садиби використані саме ті основні прийоми і принципи, які розробив Лянча для будівель такого роду.
За Валентом Швиковським при особняку була побудована оранжерея з червоної цегли. Вона мала гонтову[що?] дах, 2 ґанки, 9 дверей і 9 вікон. Довжина будівлі становила 8 саженів 1 аршин (17 м). Усередині розділений на 6 кімнат з дощатою підлогою. У приміщеннях стояли три печі і димар. В оранжереї і теплицях росло 100 найменувань квітів і 60 дерев, в основному екзотичних — Камеля, валькамериі, Адалія, матіоли, пальми, агави, мирт, воскових, апельсинові і лимонні дерева. Етнограф Федоровський писав:
|               | На всю Литву була відома оранжерея Швиковських. Подібної їй не мали й Радівілли |
| — Радзіма.орг |                                                                                 |

Будівля оранжереї збереглася. В оранжереї був так званий «трепгавз», де зберігалися ємності з опарами й хімікатами.
Разом з маєтком була впорядкована також територія парку, який перепланували у пейзажний. Його площа склала 8 га. Уздовж масел[уточнити] розташовувалися лави для відпочинку, канал на північній частині садиби переходив у ставок з островом, з'єднаний з берегом містком. У 1908—1912 парк було розширено за іншу сторону каналу, в ньому були насаджені іноземні рослини. У 1939 році ця частина парку знищена, на її місці зараз розташовується.

### Конфіскація
У 1863 році маєток було конфісковано за підтримку Швиковських. При цьому було складено перелік секвестраванай[що?] майна, який дає уявлення про масштаб перебудови. Всіх будівель налічувалося 15, з них 4 цегельні. Два будинки призначалися під житло, 13 мали господарське призначення. Житловий хазяйський будинок мала довжину 16 сажнів 13/4 аршини (близько 35 м), ширину 9 сажнів 11/4 аршини (понад 19 м). Парадний ґанок з кам'яно-цегляною підлогою, чавунні поручні. На башті, що стояла над входом, на дерев'яному колі циферблат годинника, відокремлений чорною олійною фарбою (ймовірно, бутафорський).
Велика частина рослин з оранжереї була перевезена в царський палац в  Біловезькій пущі, книги та інше майно розпродані з аукціону, цегельний завод розібрана. У будівлі розташовувалася повітова адміністрація. Але вже в 1867 маєток був повернутий власнику.

### Після Швиковських
В 1895 році старий Валентія продав садибу графу Володимиру Кляйнміхелю. Його дочка Віра Кляйнміхель (в шлюбі Жамбакуриян-Арбеліяні 1877—1948), внучка міністра шляхів сполучення П. А. Кляйнміхеля, якій дістався палац, в садибі не проживає. Велику частину часу будівлю здавали в оренду різним особам і установам. У 1903 році була споруджена нова пивоварня. Після Жовтневої революції 1917 року господиня емігрувала в Париж.
За  Польщі в садибі розташовувалося повітове староство, по  війні — штаб генерала  Гудеріана, гуртожиток німецьких офіцерів. По приходу  Рад тут спочатку був створений інтернат агротехнічного училища, далі вишукувальна агробіостанція (з початку 60-х), дитячий садок (до 1986), стоматологічна лікарня. З 1989 — на реставрації.

## Підстава музею
24 липня 1993 року на основі зборів Пружанського краєзнавчого об'єднання «Спадщина» був відкритий районний краєзнавчий музей в будівлі бібліотеки по вулиці Радянській (Пружани). Пізніше, при підготовці міста в Дожінкі — 2003 (фестиваль) ця будівля була знесена.
1998 року музей перемістився в інше приміщення — колишню садибу Швиковскіх в Міський парку. Основа концепції музею, який відтоді отримав назву музей-садиба «Пружанський палацик», була розроблена науковою групою співробітників Брестського обласного краєзнавчого музею. 19 червня 1999 році відбулося його урочисте відкриття.

## Діяльність
Щороку музей відвідує близько 8000 туристів, в тому числі з-за кордону. Кількість експозицій в фондах музею — понад 6 тисяч одиниць. Практично всі експонати передано в музей безплатно.
Крім наукової роботи, співробітники музею проводять лекції, екскурсії по місту та району, організовують мистецькі, краєзнавчі та освітні виставки.
У музеї проводяться музично-літературні вечори, наукові конференції.
На території комплексу були зняті перші кадри фільму «Брестська фортеця». Співробітники музею були частиною масовки для багатосерійного телефільму «Талаш», в якому директор особисто грав роль царського офіцера. Плануються знімання серіалу «Полювання на гауляйтера»

### Експозиції
- Салон
- Квітковий зал
- Мисливець кабінет.  Тут знаходиться диванчик, що зберігався з часів Валентія Швиковского
- Трофейна кімната
- Музей етнографії
- Res Sacrae —  виставка творів сакрального призначення Пружан і околиць  . Один з найстаріших експонатів музею — унікальний образ XVI століття «Таємна вечеря».

У фондах музею зберігаються також експозиції, присвячені Крашевському; Михайлу Забейда-Суміцкому; творчості літератора Миколи Купреева; колекція майстра Миколи Тарасюка; друковані видання XIX — початку XX століть, що стосуються Пружанщіни; живопис і графіка; банкноти країн світу; філюменічная[що це?] колекція.

## Архітектурний ансамбль
Ансамбль садиби включає кам'яний будинок і 2  флігелі. Садибний будинок складається з двох груп двоповерхових обсягів, об'єднаних одноповерховим корпусом.
Західна частина з еркерами накрита двосхильним дахом з прилеглої вежі й одноповерховою прибудовою з напівкруглою верандою. Східний обсяг Г-подібний в плані, утворює на головному фасаді неглибокий ризаліт, завершено щитом. Дворовий фасад з великим  терасою на 2 колонах це планування анфіладне.
Віконні отвори мають напівциркульні аркові завершення. На першому поверсі приміщення оброблені профільованими ліпними гзимсами, стелі — плоскі з падугами. Поверхи з'єднані звивистими дерев'яними сходами.
Будівля оранжереї зберігся, але був перебудований. Старожили згадують, що до війни він мав велику кількість високих вікон з напівкруглим завершенням. Вхід з північного боку мав вигляд напівкруглої заскленої веранди.
За східну сторону від входу в особняк встановлений кам'яний ідол, перевезений з села Бутьки.

### Парк
З боку міста до садиби веде широка алея, навколо розташований парк пейзажного типу.
В інвентарному описі 1864—1866 року згадується сад, який знаходився з північного боку будівлі. Навколо саду розміщувався парк. Сад і двір були огороджені дерев'яною огорожею, на в'їзді в садибу стояла брама з двома малими весьнічкамі, пофарбована чорною олійною фарбою. При Віри Арбеліяні ворота замінені на кам'яні. В кінці 1940-х року ворота було зруйновано.
Нині парк займає територію понад 8 га. Переважають ясен, вільха, граб, дуб. З півдня на північ парк перетинає алея. Слідів саду не збереглося.